# Emstadt
Emstadt ist mit den kommunal zu betreuenden Weilern Görsdorf und Truckendorf ein Ortsteil von Schalkau im Landkreis Sonneberg in Thüringen.

## Lage
Das kleine Bauerndorf befindet sich südwestlich von Schalkau  und liegt mit der Gemarkung an der Grenze zu Bayern. Der Grenzort ist an drei Seiten von bayerischen Hoheitsgebiet umgeben. Das Naturschutzgebiet Magerrasen bei Emstadt und Itzaue liegt in unmittelbarer Nähe.

## Geschichte
1205 ist der Ort vermutlich erstmals erwähnt worden. 33 Einwohner leben 2012 im Weiler.
Am 1. Juli 1950 wurden die bis dahin eigenständigen Gemeinden Görsdorf und Truckendorf eingegliedert.
Der Ort wurde in der Zeit der deutschen Teilung von den Maßnahmen der DDR-Behörden zur Bewachung der innerdeutschen Grenze geprägt. 1976 wurde das Dorfantlitz durch den Abriss einer Vielzahl von verlassenen Höfen stark verändert. Überbleibsel dieser Zeit ist der naturnahe Rest des ehemaligen Grenzstreifens.

## Dialekt
In Emstadt wird Itzgründisch, ein mainfränkischer Dialekt, gesprochen.